# Ларнакас тис Лапиту
Ла̀рнакас тис Лапѝту (на гръцки: Λάρνακας της Λαπήθου; на турски: Kozan) е село в Кипър, окръг Кирения. Според статистическата служба на Северен Кипър през 2011 г. селото има 375 жители.
Де факто е под контрола на непризнатата Севернокипърска турска република.